# Cristian Tobar
Pour les articles homonymes, voir Tobar.
Tobar  Daza est un nom espagnol. Le premier nom de famille, en général paternel, est Tobar ; le second, en général maternel, souvent omis, est Daza.
Cristian Camilo Tobar Daza, né le 24 avril 1996 à Sandoná, est un coureur cycliste colombien.

## Biographie
Cristian Tobar est originaire de Sandoná, une localité située dans le département de Nariño. En 2017, il participe à son premier Tour de Colombie. Il termine également sixième du championnat de Colombie espoirs en 2018. L'année suivante, il remporte une étape du Tour de l'Équateur,. Il s'impose ensuite sur une course par étapes équatorienne disputée dans le canton de San Pedro de Huaca en 2020. 
Lors de la saison 2024, il remporte une étape du Tour du Venezuela. Il s'agit de sa première victoire acquise dans une compétition inscrite au calendrier de l'UCI.

## Palmarès
- 2017
  - 2e de la Vuelta a Nariño
- 2019
  - 5e étape du Tour de l'Équateur
- 2020
  - Clásica Virgen de la Purificación  :
    - Classement général
    - 1re et 3e (contre-la-montre) étapes
- 2021
  - Clásica de Espejo
- 2024
  - 7e étape du Tour du Venezuela